# Teleperiodismo
El teleperiodismo es una forma de periodismo que se lleva a cabo en televisión, en algunos programas de tertulias y debates en medios masivos.

## Televisión
La televisión es el medio de información más común y uno de los menos participativos. La actitud pasiva del televidente contrasta con la activa de los usuarios de medios interactivos. Van Every, un investigador del Interactive Telecommunications Program de la Universidad de Nueva York, quiere acabar con la pereza de los espectadores y presenta el teleperiodismo interactivo. 

## Telebasura
La televisión es menos interactiva de lo que muchos querrían o de lo parece ofrecer su globalidad tecnológica y de audiencia. Su público masivo es la antítesis del sistema de redes necesario para el desarrollo de medios sociales
En España la interactividad se reduce a los mensajes de SMS sobreimpresos en programas de telebasura y reality shows. La situación fuera no es mejor pese a las ilusiones que despertó la aparición de la televisión digital comercial. Sky Television, la cadena de televisión por satélite que más ha apostado por animar a sus suscriptores a usar el mando no ha conseguido mucho más que una escasa participación en concursos y apuestas. 
Mando a distancia para votar y teléfonos móviles para enviar mensajes son los dos medios sumados a las clásicas llamadas por teléfono convencional para hablar en directo con los presentadores o dejar sugerencias, preguntas o peticiones. Hasta aquí la interactividad real en el mundo televisivo. 

## Van Every
Van Every busca fórmulas para ofrecer a los espectadores la capacidad de interactuar con la televisión en el momento de la producción de los programas.  La televisión es lo contrario de los medios sociales es el más masivo y unidireccional de los medios. El teleperiodismo interactivo pone en contacto al periodista de televisión con los espectadores a través de un sistema de chat. De esta forma, los televidentes pueden intervenir en el reporteo de la información o en el momento de realización o grabación de las piezas. Un sencillo sistema portátil de cámara digital, ordenador portátil y wifi o internet por telefonía móvil permite al reportero recibir las sugerencias de los telespectadores mientras estos ven el programa en directo a través de sus televisores. 
El teleperiodista interactivo define la actual cobertura televisiva como "superficial, cara y distante". La audiencia participa activamente y el periodista reacciona a sus sugerencias orientando la cobertura en función de la interacción con los telespectadores. El sistema tiene ventajas si se piensa en una entrevista o la retransmisión de una rueda de prensa. El problema es que sólo es manejable con nanoaudiencias. De otra forma la saturación de mensajes acabaría con el periodismo al bloquear al telereportero.